# Хотмыжское городище
Хотмы́жское городи́ще — археологический комплекс, расположенный в черте села Хотмыжск при слиянии рек Меловой Колодезь, Рогозная и Ворскла. Памятник археологии регионального значения.
На территории Хотмыжского городища выявлены культурные отложения бронзового века, роменской и древнерусской археологических культур (VIII—XIII вв. по оценке И. И. Ляпушкина), а также XVII в., когда здесь была возведена крепость Белгородской черты. Городище представляет собой остатки средневекового города Хотмышля, состоявшего из детинца, окольного города и неукреплённого посада. Сходной планировочной структурой обладает Крапивенское городище, также представляющее собой развалины древнерусского города.
Первым, кто проявил исследовательский интерес к Хотмыжскому городищу, был З. Доленга-Ходаковский. В XX веке городище обследовалось археологами И. И. Ляпушкиным, А. Ф. Евминовой, И. Г. Охрименко, А. В. Кашкиным, А. А. Узяновым, М. П. Кучерой и О. В. Сухобоковым, а затем раскапывалось А. Г. Дьяченко. Этот исследователь пришёл к выводу, что посёлок северян появился на месте Хотмыжска в IX веке. Он сгорел в пожаре, но возродился во второй или третьей четверти X века и существовал до начала XI века. Оборонительные сооружения поселения несколько раз перестраивались. Перерыв в заселении посёлка мог быть связан с военной активностью венгров. Укреплённая площадка представляла собой небольшое общинное убежище с одним или двумя жилищами. Во второй половине XII века крепость возобновляется древнерусским населением. В ходе её раскопок были обнаружены: керамическая посуда, наконечники стрел, нательные крестики, замки, ножи, пряслица и другие изделия. Привозные вещи представлены обломками корчаги киевского производства и византийской амфоры.